# Mario Siletti (acteur, 1897-1977)
Pour les articles homonymes, voir Mario Siletti.

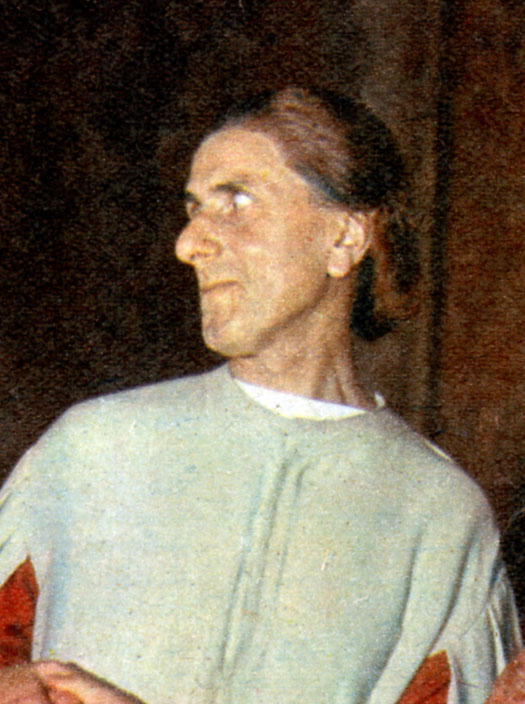
Au théâtre en 1956, dans Le beffe del Decamerone.

Mario Siletti — né le 5 février 1897 à Turin (Piémont), mort le 17 mars 1977 à Rome (Latium) — est un acteur italien.

## Biographie
Au cinéma, Mario Siletti contribue à plus de quatre-vingts films italiens (ou en coproduction), sortis entre 1932 et 1970.
Mentionnons Quatre Pas dans les nuages (Quattro passi tra le nuvole) d'Alessandro Blasetti (1942, avec Gino Cervi et Adriana Benetti), Eugénie Grandet de Mario Soldati (1946, avec Alida Valli dans le rôle-titre), Le Petit Monde de don Camillo de Julien Duvivier (1952, avec Fernandel et Gino Cervi), Théodora, impératrice de Byzance de Riccardo Freda (1954, avec Gianna Maria Canale et Georges Marchal), ainsi que Meurtre à l'italienne de Gianni Puccini (film à sketches, 1965, avec Franco Franchi et Ciccio Ingrassia).
À la télévision italienne, il apparaît entre 1965 et 1975, dans sept séries et deux téléfilms.
Durant sa carrière, Mario Siletti joue également au théâtre et participe à des émissions radiophoniques.

## Filmographie partielle

### Cinéma
- 1932 : Cinque a zero de Mario Bonnard : le professeur de mathématiques
- 1937 : Lasciate ogni sperenza de Gennaro Righelli : Jack Hilton
- 1939 : Eravamo sette vedove de Mario Mattoli : Popi
- 1940 : San Giovanni decollato d'Amleto Palermi : Teodoro Cupis
- 1940 : La Fille du corsaire (La figlia del corsaro verde) d'Enrico Guazzoni : Il segretario del governatore
- 1941 : Scampolo de Nunzio Malasomma
- 1942 : Phares dans le brouillard (Fari nella nebbia) de Gianni Franciolini : Gianni
- 1942 : Quatre Pas dans les nuages (Quattro passi tra le nuvole) d'Alessandro Blasetti : le facteur
- 1943 : Nos rêves (I nostri sogni) de Vittorio Cottafavi : le valet du Ragno d'Oro
- 1943 : Ho tanta voglia di cantare de Mario Mattoli
- 1944 : La locandiera de Luigi Chiarini : Pandolfo
- 1945 : La casa senza tempo d'Andrea Forzano : Miguel Baroja
- 1946 : Eugénie Grandet (Eugenia Grandet) de Mario Soldati : Corneiller
- 1946 : L'Aigle noir (Aquila nera) de Riccardo Freda
- 1948 : Le Choix des anges (Arrivederci, papà !) de Camillo Mastrocinque
- 1950 : Totò Tarzan (Tototarzan) de Mario Mattoli : le majordome des Rosen
- 1950 : Toselli (Romanzo d'amore) de Duilio Coletti
- 1951 : Quelles drôles de nuits (Era lui, sì, sì !) de Marino Girolami, Marcello Marchesi et Vittorio Metz
- 1951 : O.K. Néron ! (O.K. Nerone) de Mario Soldati : Sénèque
- 1951 : Virginité (Verginità) de Leonardo De Mitri
- 1951 : Porca miseria de Giorgio Bianchi : l'impresario
- 1951 : Il mago per forza de Marino Girolami, Marcello Marchesi et Vittorio Metz
- 1952 : Le Petit Monde de don Camillo (Don Camillo) de Julien Duvivier : Stiletti
- 1952 : L'accordeur est arrivé (È arrivato l'accordatore) de Duilio Coletti
- 1952 : Le Roman de ma vie (Il romanzo della mia vita) de Lionello De Felice
- 1953 : Deux Nuits avec Cléopâtre (Due notti con Cleopatra) de Mario Mattoli : un prisonnier
- 1953 : Pattes de velours (L'incantevole nemica) de Claudio Gora
- 1954 : Théodora, impératrice de Byzance (Teodora imperatrice di Bisanzio) de Riccardo Freda : le magistrat
- 1954 : Gran varietà de Domenico Paolella, segment Mariantonia
- 1955 : La Grande Bagarre de don Camillo (Don Camillo e l'onorevole Peppone) de Carmine Gallone : Stiletti
- 1955 : Les Aventures et les Amours de Casanova (Le avventure di Giacomo Casanova) de Steno
- 1955 : Piccola posta de Steno
- 1958 : La Loi de l'homme (È arrivata la parigina) de Camillo Mastrocinque : un acteur de théâtre
- 1961 : Don Camillo Monseigneur (Don Camillo monsignore... ma non troppo) de Carmine Gallone : un militant démocrate-chrétien
- 1961 : Son Excellence est restée dîner (Sua Eccellenza si fermò a mangiare) de Mario Mattoli  : le comte Bernabei
- 1962 : Il était trois flibustiers (I moschettieri del mare) de Steno et Massimo Patrizi : le trésorier
- 1964 : Amore mio de Raffaello Matarazzo
- 1965 : Meurtre à l'italienne (Io uccido, tu uccidi) de Gianni Puccini (film à sketches) : le professeur Ferreris
- 1966 : K-17 attaque à l'aube (La spia che viene dal mare) de John O'Burges : le général
- 1967 : Quando dico che ti amo de Giorgio Bianchi : le médecin
- 1970 : Nini Tirebouchon (Ninì Tirabusciò, la donna che inventò la mossa) de Marcello Fondato

### Télévision
- 1965 : Resurrezione, mini-série en trois épisodes : le chancelier
- 1967 : L'Affaire Kubinsky (L'affare Kubinsky) de Giuseppe Di Martino (téléfilm) : un commis de la banque
- 1968 : Le mie prigioni, mini-série de Sandro Bolchi, épisode 4 : le gardien Barbaroux
- 1971 : All'ultimo minuto (série), saison 1, épisode 3 L'ascensore de Ruggero Deodato : le père de Laura
- 1972 : Il giudice e il suo boia de Daniele D'Anza (téléfilm) : le pasteur
- 1975 : La bufera, mini-série en trois épisodes : Gringia